# خداع

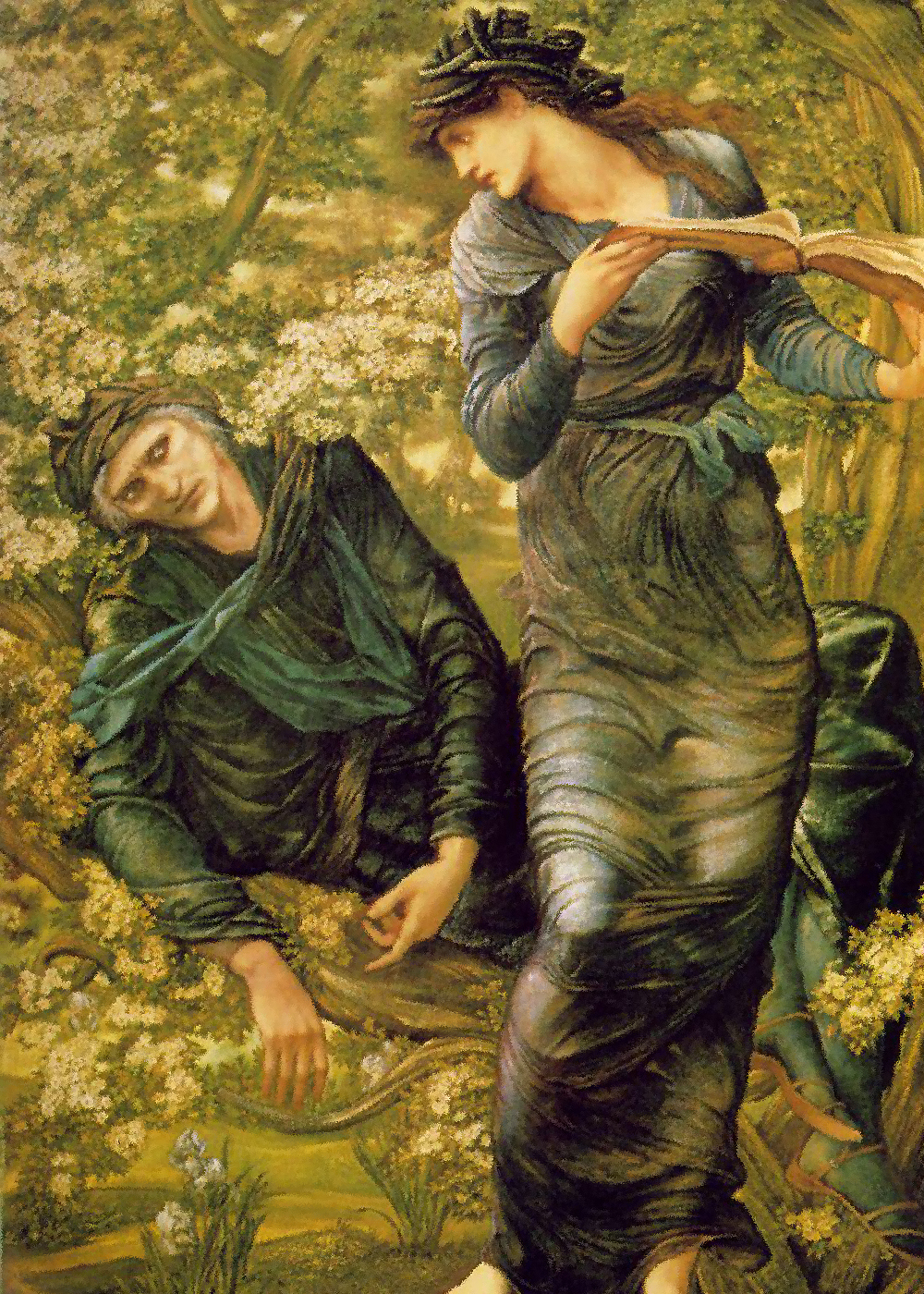
خدعة ميرلين ، إدوارد برني-جونز, 1874

الخداع هو الترويج للاعتقاد بشيء غير حقيقي، أو ليس كل الحقيقة (كما في أنصاف الحقائق أو الإغفال). ويمكن أن يشمل التقية، البروباغندا، خفة اليد، الإلهاء، التمويه، أو الإخفاء. وهنالك أيضاً خداع النفس، كما في سوء النية.
الخداع اعتداء كبير في العلاقات غالباً يؤدي إلى مشاعر الخيانة وعدم الثقة بين الشركاء. إنه ينتهك قواعد العلاقات، ويعتبر مخالفة سلبية للتوقعات. معظم الناس يتوقعون من الشركاء، وحتى الغرباء أن يكونوا صادقين أغلب الوقت. لو توقع الناس أن معظم المحادثات تكون غير صادقة، سيتطلب الحديث والتواصل مع الآخرين الإلهاء والتضليل للحصول على معلومات موثوق بها. كمية كبيرة من الخداع يحدث بين الأصحاب والشركاء الرومانسيين.
الخداع والتضليل يمكن أيضا أن تشكل أساس التقاضي المدني في المسؤولية التقصيرية، أو قانون العقود (حيث تعرف بأنها تحريف أو تحريف احتيالي إن كانت متعمدة) أو تؤدي إلى الملاحقة الجنائية لأجل الاحتيال.

## أنواعه

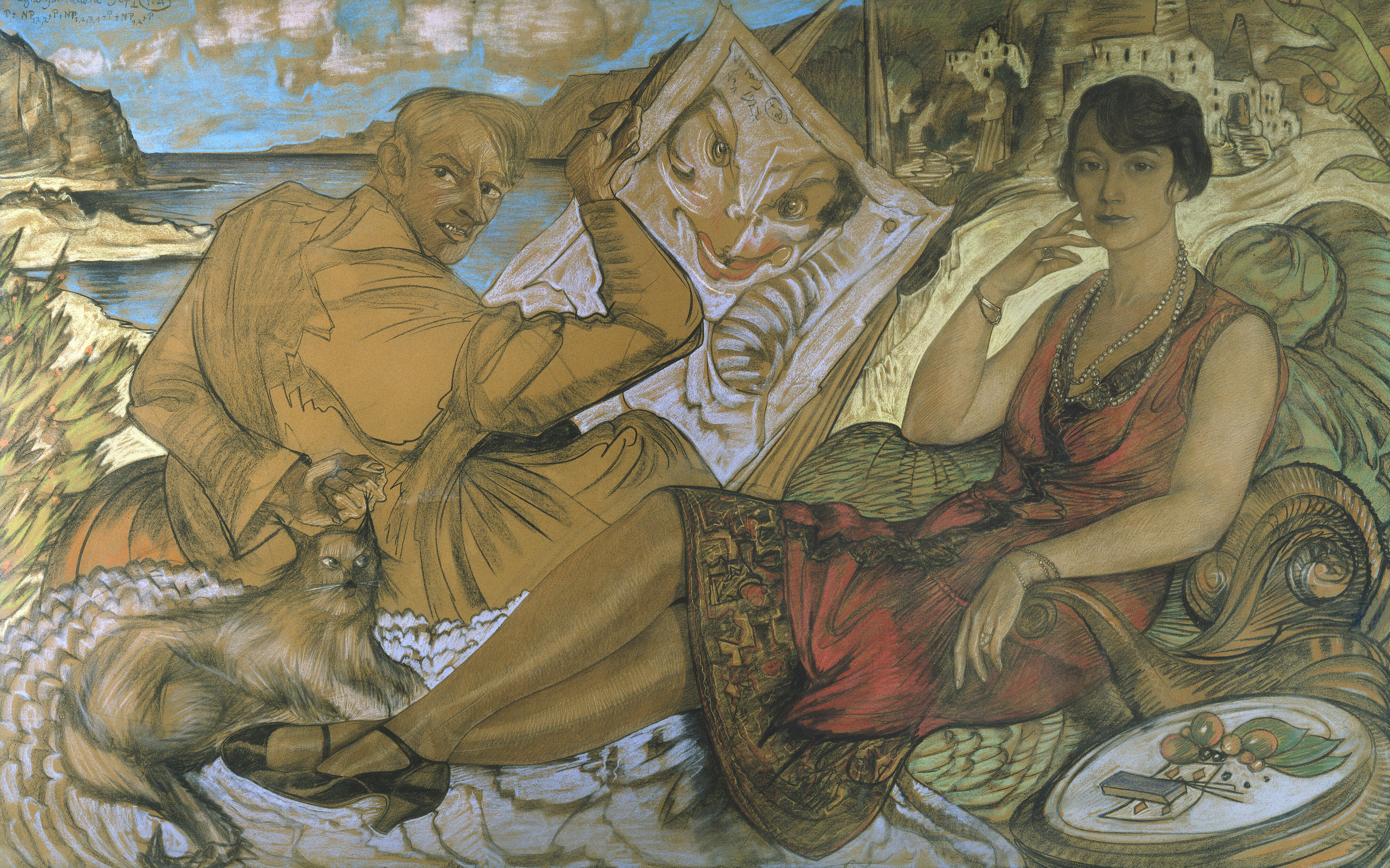
خداع امرأة مع صورة الذات من ستانسلو إغناسي وتكيفتش 1927 (المتحف الوطني في وارسو.

الخداع يشمل عدة أنواع من التبليغ أو الإغفال تعمل على تحريف أو حذف الحقيقة كاملة. أمثلة الخداع تمتد من أقوال كاذبة إلى ادعاءات مضللة تكون فيها المعلومات ذات الصلة محذوفة، تقود المتلقي إلى استنتاجات خاطئة. على سبيل المثال، ادعاء أن 'زيت عباد الشمس هو مفيد لصحة الدماغ بسبب وجود الأحماض الدهنية أوميغا-3' قد تكون مضللة، كما أنه يقود المتلقي إلى الاعتقاد زيت عباد الشمس سوف تستفيد صحة الدماغ أكثر من الأطعمة الأخرى. في الواقع، زيت عباد الشمس منخفضة نسبيا في الأحماض الدهنية أوميغا-3 وليس جيداً بالتحديد لصحة الدماغ، لذلك في حين أن هذا الادعاء صحيح من الناحية التقنية، فإنه يقود المتلقي إلى استنتاج معلومات خاطئة. القصد أمر بالغ الأهمية فيما يتعلق بالخداع. القصد يميز بين الخداع والخطأ غير المقصود. نظرية الخداع الشخصي تستكشف العلاقة بين السياق التواصلي والمرسل وإدراك المتلقي والسلوكيات في التعاطي الخداعي.
بعض أنواع الخداع تشمل:
1. الكذب: اختلاق أو إعطاء معلومات هي عكس أو مختلفة جداً عن الحقيقة.[2]
2. المراوغة: التصريح بقول غير مباشر، غامض أو متناقض.
3. الكتمان: حذف معلومات مهمة أو ذات صلة بالسياق، أو الانخراط في سلوك يساعد على إخفاء المعلومات ذات الصلة.
4. المبالغة: التهويل أو مط الحقيقة إلى حد ما.
5. التهوين: الحد أو التقليل من شأن نواحٍ من الحقيقة.[1]

كثير من الناس يعتقدون أنهم جيدون في الخداع، على الرغم من أن هذه الثقة هي في كثير من الأحيان في غير محلها.

## «الخداع» في الإسلام

### تعريف الخداع لغة واصطلاحًا
الخِدَاع لغةً:
أصل هذه المادة يدل على إخفاء الشيء، فالخَدْعُ: إِظْهَارُ خِلَافَ مَا تُخْفيه، يقال: خَدَعَهُ يَخْدَعُهُ خَدْعًا وخِداعًا أي: خَتَلَه، وأراد به المكروه مِن حيث لا يعلم. والاسم الخَدِيعَةُ، وقيل: الاسم هو الخداع، وقيل غير ذلك.
والخِدَاع اصطلاحًا:
وقال البقاعي: (الخِدَاع: إظهار خيرٍ يُتَوَّسل به إلى إبطان شرٍّ، يؤول إليه أمر ذلك الخير المظْهَر).
وقال ابن القيِّم: (والمخادعة: هي الاحتيال والمراوغة بإظهار الخير مع إبطان خلافه، ليحصل مقصود المخَاِدع).

### الفرق بين الخِدَاع وغيرها من الصِّفات المقاربة

#### الفرق بين الخِدَاع والمكر
قال الرَّاغب: (المكر والخَدِيعَة متقاربان، وهما اسمان لكلِّ فعل يقصد فاعله في باطنه خلاف ما يقتضيه ظاهره، وذلك ضربان: أحدهما: مذمومٌ، وهو الأشهر عند النَّاس والأكثر، وذلك أن يقصد فاعله إنزال مكروه بالمخْدُوع... والثَّاني: بعكسه، وهو أن يقصد فاعلهما إلى استجْرَار المخْدُوع والممكور به إلى مصلحة بهما، كما يفعل بالصَّبي إذا امتنع مِن فعل خير. وقد قال بعض الحكماء: المكْر والخَدِيعَة يُحْتَاج إليهما في هذا العالم؛ وذلك أنَّ السَّفيه يميل إلى الباطل، ولا يميل إلى الحقِّ، ولا يقبله لمنافاته لطبعه، فيحتاج أن يُخْدَع عن باطله بزخارف مموَّهة، كخَدِيعَة الصَّبي عن الثَّدي عند الفطام).

#### الفرق بين الخِدَاع والكَيْد
(أنَّ الخِدَاع هو: إظهار ما يُــبْطَن خلافه، أراد اجتلاب نفعٍ أو دفع ضرٍّ، ولا يقتضي أن يكون بعد تدبُّرٍ ونَظَرٍ وفِكرٍ؛ أَلَا ترى أنَّه يقال: خَدَعَه في البيع، إذا غشَّه مِن جَشَعٍ، وأوهمه الإنصاف، وإن كان ذلك بديهة مِن غير فِكْرٍ ونَظَرٍ، والكَيْد لا يكون إلَّا بعد تدبُّرٍ وفِكْرٍ ونَظَرٍ؛ ولهذا قال أهل العربيَّة: الكَيْد: التَّدبير على العدو، وإرادة إهلاكه. وسُمِّيت الحيل -التي يفعلها أصحاب الحروب بقصد إهلاك أعدائهم- مكايد؛ لأنَّها تكون بعد تدبُّرٍ ونَظَرٍ. ويجيء الكَيْد بمعنى الإرادة، وقوله تعالى: ((كَذَلِكَ كِدْنَا لِيُوسُفَ)) [يوسف: 76]، أي: أردنا، ودلَّ على ذلك بقوله: ((إِلاَّ أَن يَشَاء اللّهُ)) [يوسف: 76]، وإن شاء الله بمعنى المشيئة، ويجوز أن يقال: الكَيْد: الحيلة التي تُقرِّب وقوع المقصود به مِن المكروه، وهو مِن قولهم: كاد يفعل كذا، أي: قَرُب، إلَّا أنَّه قيل: هذا يَكَاد، وفي الأولى يَكِيد؛ للتَّصرُّف في الكلام، والتَّفرقة بين المعنيين. ويجوز أن يقال: إنَّ الفرق بين الخِدَاع والكَيْد، أنَّ الكَيْد: اسم لفعل المكروه بالغير قهرًا، تقول: كايَدِني فلان، أي: ضرَّني قهرًا، والخَدِيعَة: اسم لفعل المكروه بالغير مِن غير قهرٍ، بل بأن يريد بأنَّه ينفعه، ومنه الخَدِيعَة في المعاملة، وسمَّى الله تعالى قصد أصحاب الفيل مكَّة كيدًا في قوله تعالى: ((أَلَمْ يَجْعَلْ كَيْدَهُمْ فِي تَضْلِيلٍ)) [الفيل: 2]؛ وذلك أنَّه كان على وجه القَهْر).

#### الفرق بين الخِدَاع والغُرُور
أنَّ الغُرُور إيهامٌ يحمل الإنسان على فعل ما يضرُّه، مثل أن يرى السَّراب فيحسبه ماءً فيضيِّع ماءه، فيهلك عَطَشًا، وتضييع الماء فِعْلٌ أدَّاه إليه غرور السَّراب إيَّاه، وكذلك غَرَّ إبليسُ آدم، ففعل آدم الأكل الضَّار له. والخِدَاع: أن يستر عنه وجه الصَّواب، فيوقعه في مكروه، وأصله مِن قولهم: خَدَع الضَّبُّ، إذا توارى في جحره. وخَدَعَه في الشِّراء أو البيع، إذا أظهر له خِلَاف ما أبطن، فضرَّه في ماله. وقال علي بن عيسى: الغُرُور هو إيهام حال السُّرور فيما الأمر بخلافه في المعلوم، وليس كلُّ إيهامٍ غُرُورًا؛ لأنَّه يوهمه مَخُوفًا ليحذر منه، فلا يكون، قد غَرَّه. والاغْتَرَار: تَرْكُ الحزم فيما يمكن أن يتوثَّق فيه، فلا عُذرَ في ركوبه، ويقال في الغُرُور: غَرَّه، فضيَّع ماله وأهلك نفسه. والغُرُور قد يُسمَّى خِدَاعًا، والخِدَاع يُسمَّى غُرُورًا على التَّوسُّع، والأصل ما قلناه، وأصل الغُرُور الغَفْلَة.

### النَّهي عن الخِداع وذَمِّه في الدين الإسلامي

#### النهي عن الخداع وذمه في القرآن الكريم
الخِدَاع مِن أخلاق المنافقين، ومتأصِّل فيهم، فهم يخادعون الله ويخادعون المؤمنين، ويخادعون أنفسهم، 
قال الشوكاني: (والمراد مِن مخادعتهم لله: أنَّهم صنعوا معه صُنْع المخادعين، وإن كان العالم الذي لا يخفى عليه شيء لا يُخْدَع.
وصيغة فاعل تفيد الاشتراك في أصل الفعل، فكونهم يخادعون الله والذين آمنوا، يفيد أنَّ الله سبحانه والذين آمنوا يخادعونهم.
والمراد بالمخادعة مِن الله: أنَّه لـمَّا أجرى عليهم أحكام الإسلام مع أنَّهم ليسوا منه في شيء، فكأنَّه خادعهم بذلك كما خادعوه بإظهار الإسلام وإبطان الكفر، مُشَاكَلة لما وقع منهم بما وقع منه.
والمراد بمخادعة المؤمنين لهم: هو أنَّهم أجروا عليهم ما أمرهم الله به مِن أحكام الإسلام ظاهرًا، وإن كانوا يعلمون فساد بواطنهم، كما أنَّ المنافقين خادعوهم بإظهار الإسلام وإبطان الكفر.
والمراد بقوله تعالى: ((وَمَا يَخْدَعُونَ إِلاَّ أَنفُسَهُم))، الإشعار بأنَّهم لـمَّا خادعوا مَن لا يُخْدَع كانوا مخادعين أنفسهم، لأنَّ الخِداع إنَّما يكون مع مَن لا يَعْرِف البواطن. وأمَّا مَن عَرف البواطن: فمَن دخل معه في الخِدَاع، فإنَّما يَخْدَع نفسه وما يشعر بذلك).
قال السعدي: (يخبر تعالى عن المنافقين بما كانوا عليه، مِن قبيح الصِّفات وشنائع السِّمات، وأنَّ طريقتهم مخادعة الله تعالى، أي: بما أظهروه مِن الإيمان وأبطنوه مِن الكفران، ظنُّوا أنَّه يروج على الله، ولا يعلمه، ولا يبديه لعباده، والحال أنَّ الله خادعهم، فمجرَّد وجود هذه الحال منهم ومشيهم عليها، خداعٌ لأنفسهم. وأيُّ خِدَاعٍ أعظم ممَّن يسعى سعيًا يعود عليه بالهوان والذُّل والحرمان؟).
قال ابن عاشور: (لـمَّا كان طلب السِّلم والهدنة مِن العدوِّ قد يكون خَدِيعَة حربيَّة، ليُغْرُوا المسلمين بالمصالحة، ثمَّ يأخذوهم على غِرَّة، أيقظ الله رسوله لهذا الاحتمال، فأمره بأن يأخذ الأعداء على ظاهر حالهم، ويحملهم على الصِّدق؛ لأنَّه الخُلُق الإسلامي، وشأن أهل المروءة، ولا تكون الخَدِيعة بمثل نَكْثِ العهد، فإذا بَعَث العدوَّ كفرُهم على ارتكاب مثل هذا التَّسَفُّل، فإنَّ الله تكفَّل -للوفيِّ بعهده- أن يقيه شرَّ خيانة الخائنين. وهذا الأصل، وهو أخذ النَّاس بظواهرهم).

#### النهي عن الخِدَاع وذَمُّه في السُّنَّة النَّبويَّة
- عن عبد الله بن عمر، أنَّ رجلًا ذكر للنَّبيِّ ﷺ أنَّه يُخْدَع في البيوع، فقال: ((إذا بايعت فقل: لا خِلابة)).[13]

قال النَّوويُّ: (معنى لا خِلَابة: لا خَدِيعَة، أي: لا تحلُّ لك خَدِيعتي، أو لا يلزمني خديعتك).

#### أقوال السَّلف والعلماء في ذمِّ الخِدَاع
- وكان ابن عمر يقول: (مَن خدعنا بالله انخدعنا له).[15]
- عن عائشة رضي الله عنها، قالت: ((كان لأبي بكر الصِّدِّيق  غلام يُخْرِج له الخَراج، وكان أبو بكر يأكل مِن خَرَاجه، فجاء يومًا بشيء، فأكل منه أبو بكر، فقال له الغلام: تدري ما هذا؟ فقال أبو بكر: وما هو؟ قال: كنتُ تكهَّنت لإنسان في الجاهليَّة، وما أُحْسِن الكهانة، إلَّا أَنِّي خدعته، فلقيني، فأعطاني لذلك هذا الذي أكلتَ منه. فأدخل أبو بكر يده، فقاء كلَّ شيء في بطنه)).[16]
- وقال أيوب: (يخادعون الله كأنَّما يخادعون آدميًّا، لو أتوا الأمر عيانًا كان أهون عليَّ).[17]
- وقال البخاري: (باب النَّهي عن تلقِّي الـركبان، وأنَّ بيعه مردودٌ؛ لأنَّ صاحبه عاص آثم إذا كان به عالـمًا، وهو خِدَاعٌ في البيع، والخِدَاع لا يجوز).[18]
- قال الماوردي: (إنَّ مَن قال ما لا يفعل فقد مَكَر، ومَن أمر بما لا يأتمر فقد خَدَع، ومَن أسرَّ غير ما يُظْهِر فقد نافق. وقد رُوي عن النَّبيِّ -صلَّى الله عليه وسلَّم - أنَّه قال: ((المكْرُ والخَدِيعَة وصاحباهما في النَّار)). على أنَّ أمره بما لا يأتمر مطَّرح، وإنكاره ما لا ينكره مِن نفسه مُسْتَقْبَح).[19]

### أقسام الخِدَاع
ينقسم الخِدَاع إلى قسمين:
1. خِدَاع محمودٌ
2. وخِدَاع مذمومٌ

يقول ابن القيِّم: (الخِدَاع (ينقسم إلى محمود ومذموم، فإن كان بحقٍّ فهو محمود، وإن كان بباطل فهو مذموم. ومِن النَّوع المحمود: قوله -صلَّى الله تعالى عليه وآله وسلَّم: ((الحرب خَدْعَة)). وقوله في الحديث الذي رواه التِّرمذي وغيره: ((كلُّ الكذب يُكْتَب على ابن آدم، إلَّا ثلاث خصال: رجل كذب على امرأته ليرضيها، ورجل كذب بين اثنين ليصلح بينهما، ورجل كذب في خَدْعَة حرب)).
ومِن النَّوع المذموم: قوله في حديث عياض بن حمار التميمي، الذي رواه مسلم في صحيحه: ((أهل النَّار خمسة، ذكر منهم رجلًا لا يصبح ولا يمسي إلَّا وهو يخادعك عن أهلك ومالك)).
وقوله تعالى: ((يُخَادِعُونَ اللّهَ وَالَّذِينَ آمَنُوا وَمَا يَخْدَعُونَ إِلاَّ أَنفُسَهُم وَمَا يَشْعُرُونَ)) [البقرة: 9]. وقوله تعالى: ((وَإِن يُرِيدُواْ أَن يَخْدَعُوكَ فَإِنَّ حَسْبَكَ اللّهُ)) [الأنفال: 62].
ومِن النَّوع المحمود: خِدَاع كعب بن الأشرف وأبي رافع، عَدُوَّي رسول الله -صلَّى الله تعالى عليه وآله وسلَّم- حتى قُتِلا، وقتل خالد بن سفيان الهذلي.
ومِن أحسن ذلك: خَدِيعَة معبد بن أبى معبد الخزاعي لأبي سفيان وعسكر المشركين حين همُّوا بالرُّجوع ليستأصلوا المسلمين، وردَّهم مِن فورهم.
ومِن ذلك: خَدِيعَة نعيم بن مسعود الأشجعي ليهود بني قريظة، ولكفَّار قريش والأحزاب، حتى ألقى الخُلْف بينهم، وكان سبب تفرُّقهم ورجوعهم. ونظائر ذلك كثيرة).

### صور الخِدَاع
1- الخِدَاع في المعاملات الماليَّة، كالبيع والشِّراء:
وذلك بأن يُخَادع النَّاس، ويتحصَّل على الأموال بطُرُقٍ محرَّمةٍ، إمَّا عن طريق الكذب، أو كتمان عيب السِّلعة، أو البخس في ثمنها، أو التَّطفيف في وزنها (أي إنقاص المكيال)، أو خلط الجيِّد بالرَّديء، أو النجش وغيرها مِن الطُّرق المحرَّمة.
2- خِداع العمَّال:
بعدم إعطائهم أجرهم المتَّفق عليه، أو تكليفهم مِن الأعمال فوق طاقتهم.
3- خِدَاع الرَّعيَّة للرَّاعي:
خِدَاع الرَّعيَّة للرَّاعي يكون بمدحه وإطرائه بما ليس فيه؛ كأن يذكروا له إنجازات لم يعملها، أو بعدم نصحه إذا رأوا منه منكرًا، وغير ذلك.
4- خِدَاع الرَّاعي للرَّعيَّة:
ويُقْصَد بالرَّاعي؛ الرَّئيس، أو الحاكم، والمدير، والرَّجل في أهله، وغيرهم ممَّن لهم الرِّعاية على غيرهم، ويكون الخِدَاع في حقِّهم بظلمهم، وعدم إعطائهم ما يستحقُّونه، وعدم النُّصح لهم.
5- خِداع المرَائين بالأعمال:
فالمراؤون يشابهون المنافقين في عملهم لأجل النَّاس.
6- خِدَاع المنافقين بإظهارهم للإسلام وإبطانهم للكفر:
قال تعالى (في سورة البقرة): ﴿يُخَادِعُونَ اللَّهَ وَالَّذِينَ آمَنُوا وَمَا يَخْدَعُونَ إِلَّا أَنْفُسَهُمْ وَمَا يَشْعُرُونَ ۝٩﴾ [البقرة:9].
7- خداع المتسولين والشحَّاذين:
بعض المتسولين يخدعون من يسألونه المال بحيث يظهرون بمظهر المرضى، والمعتوهين، وذوي الاحتياجات الخاصة، وهم ليسوا كذلك، ليستجلبوا عطف الناس عليهم، ويأخذوا أموالهم بلا وجه حق.
8- خداع النفس لصاحبها.
قد تخدع النفس الأمارة بالسوء صاحبها إذا هو همَّ بالخير، فتقعده وتثبطه.
9- الخداع بالمدح والإطراء لشخص ما، ووصفه بالصفات الحميدة، وهو ليس كذلك.

### حُكْمُ الخِدَاع
قال ابن تيمية: (فإذا كان الله تعالى قد حرَّم الخِلَابة وهي الخَدِيعَة، فمعلومٌ أنَّه لا فَرْق بين الخِلَابة في البيع وفي غيره؛ لأنَّ الحديث إن عمَّ ذلك لفظًا ومعنًى فلا كلام، إن كان إنَّما قصد به الخِلَابة في البيع، فالخِلَابة في سائر العقود والأقوال وفي الأفعال بمنزلة الخِلَابة في البيع، ليس بينهما فَرْقٌ مؤثر في اعتبار الشَّارع، وهذا القياس في معنى الأصل، بل الخِلَابة في غير البيع قد تكون أعظم، فيكون مِن باب التَّشبيه وقياس الأولى).
وعده بعض أهل العلم -ومنهم ابن حجر الهيتمي- مِن الكبائر، ويقصدون بذلك النَّوع المذموم منه، قال ابن حجر الهيتمي: (عُدَّ هذا كبيرةٌ، صرَّح به بعضهم، وهو ظاهرٌ مِن أحاديث الغشِّ... إذ كون المكْر والخَدِيعَة في النَّار ليس المراد بهما إلَّا أنَّ صاحبهما فيها، وهذا وعيد شديد).
لكن استُثْنِي مِن الخِدَاع إذا كان لمصلحة شرعيَّة كالحرب، والإصلاح بين النَّاس، فعن جابر بن عبد الله قال: قال النَّبيُّ صلى الله عليه وسلم: ((الحرب خَدْعَة)).
قال النَّووي: (واتَّفق العلماء على جواز خِدَاع الكفَّار في الحرب، وكيف أمكن الخِدَاع، إلَّا أن يكون فيه نقض عهدٍ أو أمانٍ فلا يحلُّ، وقد صحَّ في الحديث جواز الكذب في ثلاثة أشياء، أحدها: في الحرب؛ قال الطَّبري: إنَّما يجوز مِن الكذب في الحرب المعاريض دون حقيقة الكذب، فإنَّه لا يحلُّ. هذا كلامه، والظَّاهر إباحة حقيقة نفس الكذب، لكن الاقتصار على التَّعريض أفضل).

### عواقب الخِدَاع[27]
1- يسبب الفُرْقَة بين المسلمين ويضعف الثِّقة بين أفراد المجتمع.
2- أنَّ الخِدَاع يترتَّب عليه نقض المواثيق والعهود بين النَّاس.
3- صفة مِن صفات المنافقين وطريق موصل للنَّار.
4- يؤدي إلى أكل أموال النَّاس بالباطل.
5- المخَادِع يكون منبوذًا عند النَّاس.

### كيفية التخلص من خلق الخداع[27]
1- التَّربية الصحيحة على الأخلاق الفاضلة.
2- الثِّقة بالله واستشعار مراقبته.
3- القناعة.
4- الصحبة الصالحة.
5- وجود عقوبة رادعة للمخادع.
6- العلم بتحريم الخداع، وتعليم النَّاس حقيقة الخِدَاع وتبيين صوره ليحذروه.

### الانخداع للمخادع بين البلاهة وحسن الخلق
أي إنَّ انخِدَاع الشَّخص للمُخَادِع يُعْتَبر مِن البَلَه، إلَّا إذا كان المخْدُوع متفطِّنٌ للحيلة التي حيكت ضدَّه، ففي هذه الحالة يُعْتَبر الانخِداع مِن الكَرَم، قال ابن عاشور: (إظهار الانخِدَاع مع التَّفطُّن للحيلة إذا كانت غير مُضِرَّة فذلك مِن الكرم والحِلْم، قال الفرزدق:
استمطروا مِن قريش كلَّ مُنْخَدِع إنَّ الكريم إذا خادعته انخدعا
و ((المؤمن غِرٌّ كريم))، أي: مِن صفاته الصَّفح والتَّغاضي، حتى يُظَنَّ أنَّه غِرٌّ، ولذلك عقَّبه بكريم لدفع الغِرِّيَّة المؤذنة بالبَلَه، فإنَّ الإيمان يُزِيد الفِطْنَة؛ لأنَّ أصول اعتقاده مبنيَّة على نبذ كلِّ ما مِن شأنه تضليل الرَّأي وطمس البصيرة).
وقال المناوي: (إذا رأيت مَن يخدعك، وعَلِمتَ أنَّه مُخَادِعٌ، فمِن مكارم الأخلاق أن تنخدع له، ولا تفهمه أنَّك عرفت خِدَاعه، فإنَّك إذا فعلت ذلك فقد وفَّيت الأمر حقَّه؛ لأنَّك إنَّما عاملت الصِّفة التي ظهر لك فيها، والإنسان إنَّما يعامل النَّاس لصفاتهم لا لأعيانهم، أَلَا تراه لو كان صادقًا مُخَادِعًا، فعامله بما ظهر منه، وهو يَسْعَد بصدقه ويَشْقَى بخداعه، فلا تفضحه بخداعه، وتَجَاهل، وتَصَنَّع له باللَّون الذي أراده منك، وادْعُ له وارحمه).

### ذم الخِدَاع في الشعر العربي
وقال ابن عبد القوي المرداوي: